# 1755 Lorbach
1755 Lorbach este un asteroid din centura principală, descoperit pe 8 noiembrie 1936, de Margueritte Laugier.